# میله‌وارداران
میله‌وارداران (نام علمی: Rhabditophora) نام یک رده از شاخه کرم‌های پهن است.
آن‌ها حامل میله‌وار (rhabdite) هستند.